# Ribeira de Pena
Ribeira de Pena és un municipi portuguès, situat al districte de Vila Real, a la regió del Nord i a la Subregió del Tâmega. L'any 2004 tenia 7.251 habitants. Es divideix en 7 freguesies. Limita al nord amb Boticas, a l'est amb Vila Pouca de Aguiar, al sud amb Vila Real, al sud-oest amb Mondim de Basto i a l'oest amb Cabeceiras de Basto.

## Població
| Població del concelho de Ribeira de Pena (1801 – 2004) | Població del concelho de Ribeira de Pena (1801 – 2004) | Població del concelho de Ribeira de Pena (1801 – 2004) | Població del concelho de Ribeira de Pena (1801 – 2004) | Població del concelho de Ribeira de Pena (1801 – 2004) | Població del concelho de Ribeira de Pena (1801 – 2004) | Població del concelho de Ribeira de Pena (1801 – 2004) | Població del concelho de Ribeira de Pena (1801 – 2004) | Població del concelho de Ribeira de Pena (1801 – 2004) |
| ------------------------------------------------------ | ------------------------------------------------------ | ------------------------------------------------------ | ------------------------------------------------------ | ------------------------------------------------------ | ------------------------------------------------------ | ------------------------------------------------------ | ------------------------------------------------------ | ------------------------------------------------------ |
| 1801                                                   | 1849                                                   | 1900                                                   | 1930                                                   | 1960                                                   | 1981                                                   | 1991                                                   | 2001                                                   | 2004                                                   |
| 2347                                                   | 2898                                                   | 9606                                                   | 10806                                                  | 13309                                                  | 10796                                                  | 8504                                                   | 7412                                                   | 7251                                                   |

## Freguesies
- Alvadia
- Canedo
- Cerva
- Limões
- Salvador
- Santa Marinha
- Santo Aleixo de Além-Tâmega